# Hypotheekrenteaftrek (Nederland)
Hypotheekrenteaftrek is een aftrekpost voor de bezitters van een eigen woning, die ter financiering van die woning een lening hebben afgesloten, waarop ze rente betalen.
Het is een regeling in de Nederlandse Wet inkomstenbelasting 2001 waarmee de rente (en kosten) van een schuld aangegaan voor aankoop van de eigen woning kan worden afgetrokken van het inkomen in box 1, voordat over dit inkomen belasting wordt berekend. De rente wordt dus aan de schuldeiser betaald, terwijl de belasting die de schuldenaar over diens gehele inkomen moet betalen dankzij de regeling van de hypotheekrenteaftrek minder hoog is.
De lening is meestal een hypothecaire lening, maar dit maakt voor de renteaftrek niet uit, men kan bijv. ook onderhands van familie lenen.
De Wet herziening fiscale behandeling eigen woning, ingegaan in 2013, bepaalt dat voor nieuwe hypotheken de betaalde rente alleen aftrekbaar is als het een lening betreft die gedurende de looptijd volledig en ten minste annuïtair wordt afgelost. Dit is met name het geval bij de lineaire lening en de annuïteitenlening.
Men kan wel binnen grenzen per saldo langzamer en/of onvolledig aflossen door een deel van de maandlasten ook weer te lenen, maar dan zonder extra hypotheekrenteaftrek.

## Geschiedenis
De hypotheekrenteaftrek dateert uit 1893, toen de door de liberale minister van financiën Nicolaas Pierson voorgestelde wet Vermogensbelasting 1892 in Nederland werd ingevoerd. Hierbij gold de eigen woning net als ander vermogen als een bron van inkomen, men genoot immers het voordeel dat men hierin kon wonen en men verdiende zo een (fictieve) huur. De kosten die de belastingbetaler moest maken om inkomsten te verwerven, waaronder de hypotheekrente, mochten van de belastbare inkomsten uit vermogen worden afgetrokken.
Dit kostte de fiscus geld voor zover de rente hoger was dan de fictieve inkomsten. Volgens minister Pierson was dit een logisch systeem en hoorde de (hypotheek)renteaftrek bij de basisprincipes van het belastingsysteem: inkomsten uit vermogen belast, betaalde rente aftrekbaar, met een progressief tarief over het saldo.
Na de Tweede Wereldoorlog ontstond het idee dat de overheid burgers moest ondersteunen bij het kopen van een woning, en hiertoe werd een aantal beleidsinstrumenten ontwikkeld. Het beeld dat ook de hypotheekrenteaftrek was ingevoerd om het eigenwoningbezit te stimuleren werd echter pas gemeengoed vanaf de jaren 1990.

## Schulden waarvan de rente aftrekbaar is
Zie eigenwoningschuld.

## Economische invloed

### Verminderde belastingopbrengsten
De verminderde inkomsten op de Nederlandse overheidsbegroting vanwege de hypotheekrenteaftrek bedroegen €7 miljard in 2004, €10 miljard in 2005 en €11 miljard in 2009. De omvang van de regeling is afhankelijk van het aantal mensen met een hypotheek, de hoogte van het afgetrokken hypotheekbedrag en de hoogte van de betaalde belasting en het (belasting)percentage waartegen wordt afgetrokken.

### Invloed op woningmarkt
De regeling maakt het voor belastingbetalers mogelijk om een hoger bedrag te bieden voor een woning, dan zonder hypotheekrenteaftrek mogelijk zou zijn. Doordat er evenwel niet onbeperkt bijgebouwd kan worden, heeft de hypotheekrenteaftrek een prijsopdrijvend effect op de woningbouwgrond en op de woningprijzen.
De woningprijzen zijn na de Tweede Wereldoorlog sterk gestegen; ruim meer dan de inflatie. Prijzen van koopwoningen zijn in de periode 1990-2010 in sommige gebieden, zoals binnen de ring van Amsterdam, tot soms wel duizend procent gestegen. Een eenvoudige etagewoning in een normale volkswijk binnen de ring, die men voor bijvoorbeeld 70 tot 80 duizend gulden kon kopen in 1990, kan in 2010 een prijskaartje hebben van 250 tot 300 duizend euro.
Door het prijsopdrijvende effect is de hypotheekrenteaftrek verantwoordelijk voor een deel van deze prijsstijging.
Nederland heeft een van de hoogste percentages eigenwoningbezitters in de Europese Unie met een hypotheek. In de EU zijn gemiddeld 26,5% van de woningen die bezet worden door de eigenaar gefinancierd met een hypotheek, in Nederland is het percentage 60,7%.

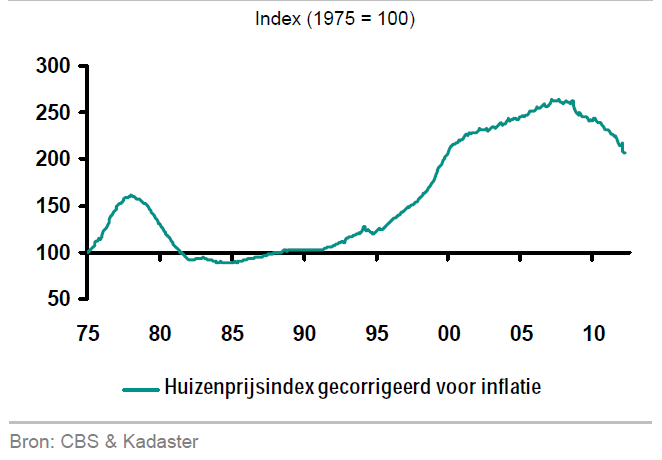
Verloop Nederlandse huizenprijzen (indexcijfer inflatie-gecorrigeerd) volgens CBS & Kadaster.nl

Het International Monetary Fund (IMF) berekend in zijn World Economic Outlook (WEO) uit 2008 dat Nederland nummer twee op de ranglijst staat van landen met een overgewaardeerde huizenprijs. Huizenprijzen in Nederland zijn volgens dit rapport 30% te hoog. Het IMF heeft wel later (Volkskrant-NRC) na gewezen te zijn op de specifieke Nederlandse situatie, weinig bouwgrond en een tekort aan woningen, zijn uitspraken over het prijsniveau van de Nederlandse huizenmarkt genuanceerd. Roberto Cardarelli is een van de auteurs van het artikel, en zei het : "De exacte cijfers moeten met een korreltje zout worden genomen". Tussen 2008 en 2013 daalden de huizenprijzen in Nederland echter met ruim 21%, terwijl de vraag naar woningen niet is verminderd. Door deze scherpe prijsdaling stonden in 2011 ruim 1 miljoen hypotheken 'onder water', dat betekent dat meer dan 25% van de koopwoningen minder waard was dan de hypotheekschuld. (Hierbij wordt overigens geen rekening gehouden met de vaak aan de van vóór 2013 daterende hypotheek gekoppelde vermogensopbouw voor uiteindelijke aflossing.) Voor jonge huizenbezitters die rond de piek van 2007 een woning kochten is dit zelfs meer dan 70%. In 2012 daalden de huizenprijzen daarna met nog eens 10%. Begin 2013 stond ruim een derde van alle hypotheken onder water. Tussen 2012 en 2015 zouden de huizenprijzen volgens diverse analisten nog verder kunnen dalen, met zo'n 7 procent per jaar. Volgens het IMF zal de herwaardering van de Nederlandse vastgoedmarkt nog tot in de midden-termijn (~2020) doorduren, en een grote druk leggen op de kapitaalreserves van de Nederlandse banken.
Mensen met een hoger belastbaar inkomen halen meer voordelen uit de hypotheekrenteaftrek dan mensen met een lager belastbaar inkomen, omdat zij meer hypotheekrente mogen aftrekken tegen een hoger belastingtarief. Rijke huizenbezitters met een hoge hypotheek zouden het meest profiteren en kunnen daarom ook "bruto" meer bieden voor een woning. Zo ging in 2008 49% van de hypotheekrenteaftrek naar de 20% hoogste inkomens met hypotheekrenteaftrek (meer dan € 81.000 bruto per jaar).

### Particuliere schulden
Door de hoge huizenprijs en het gemak waarmee aflossingsvrije hypotheken tot een waarde van wel 120% van de vraagprijs werden verstrekt heeft Nederland de hoogste private schuld per inwoner in de wereld. Sinds 2018 mag nog slechts 100% van de waarde van de woning belast zijn met hypotheek. Dit is nog altijd ver boven andere landen die meestal een maximum van 80% aanhouden.

### Nadelen voor huurders
Terwijl huurders geen voordeel hebben van de hypotheekrenteaftrek, ondervinden zij wel nadeel van de stijgende prijzen van koopwoningen ten gevolge van die hypotheekrenteaftrek. De inflatie in de periode 1990-2010 was gemiddeld zo'n 2,5%. Een huur van (omgerekend) 150 euro in 1990 was in 2010 opgelopen tot een huur van boven de 300 euro. Dit is bijna 4% verhoging per jaar, 1,5 procentpunt boven inflatie. Namens het CDA heeft voormalig staatssecretaris Heerma zelfs een maximum huurstijging van meer dan 6% per jaar toegestaan. Dit is enkele jaren later weer teruggebracht tot ongeveer 3,5%, een percentage dat nog steeds boven de inflatiegrens uitkomt. Huurders betalen zo dus reeds mee aan de stijgende waarde van (koop-)woningen. Verder konden huurwoningen van woningcorporaties in het verleden als het ware gezien worden als het gedeelde eigendom van alle huurders samen. De rechten van de huurder gingen bij het verlaten van de woning over op de volgende huurder en de huizen hebben zo al vele malen hun waarde aan huur opgebracht. Veel corporaties zijn sinds de jaren negentig verzelfstandigd en meer en meer gaan optreden als projectontwikkelaars. Dit leidde tot kritiek, de corporaties zouden te veel dure woningen bouwen, bestuurders gingen zichzelf vaak boven de Balkenende-norm uitbetalen en de bewoners verloren hun zeggenschap cq. inspraak. Officieel hadden bewoners dat recht voorheen wel. Wat in feite een gedeeld eigendom van de vereniging was, werd zodoende geprivatiseerd.

### Standpunten van instanties
De Nederlandsche Bank (DNB)
De Nederlandsche Bank pleit al jaren voor de afbouw of geleidelijke afschaffing van de hypotheekrenteaftrek. DNB baseert dit op verschillende argumenten. Zo maakt de hypotheekrenteaftrek het bijvoorbeeld financieel aantrekkelijk om (veel) geld te lenen voor een huis. In combinatie met de ruime Nederlandse leennormen kunnen Nederlanders daarom veel bieden voor een huis, met hogere huizenprijzen tot gevolg. Bovendien maakt veel lenen de woningmarkt, en daarmee de economie kwetsbaarder voor financiële schokken. Daarnaast heeft DNB in verschillende studies laten zien dat de hypotheekrenteaftrek (in combinatie met andere fiscale voordelen van eigenwoningbezit) een tweedeling tussen kopers en huurders in de hand werkt. Het verkleinen van deze tweedeling door de (geleidelijke) afschaffing van de hypotheekrenteaftrek en afbouw van andere belastingvoordelen voor woningbezitters werkt welvaartsverhogend en is volgens DNB daarom een belangrijke opgave voor het toekomstig woningmarktbeleid. Bovendien kost de hypotheekrenteaftrek de overheid jaarlijks (veel) geld, bijna €9 miljard in 2021. Door de hypotheekrenteaftrek verder af te bouwen, houdt de overheid geld over om bijvoorbeeld de lasten op arbeid te verlagen voor alle Nederlanders.

#### IMF[15]
Volgens het rapport van het IMF uit 2010 bedreigen de hoge hypotheekschulden van Nederlandse huishoudens de stabiliteit van de financiële sector. Het IMF hekelt daarmee indirect het handhaven van de hypotheekrenteaftrek door het kabinet-Rutte. Door de instandhouding van de hypotheekrentaftrek blijven de hypotheken namelijk te hoog ten opzichte van de waarde van het huis, stelt het IMF.
Uit de economische regel van vraag en aanbod volgt dat als men meer wil en kan betalen, men ook daadwerkelijk meer gaat betalen als de vraag groot blijft en het aanbod klein. De hypotheekrenteaftrek zorgt er op die manier voor dat de prijs van een koopwoning tot het dubbele van de eigenlijke waarde kan oplopen. Of dit werkelijk van toepassing is, is uiterst twijfelachtig, want ook nieuwbouwwoningen hebben een vergelijkbare prijs zonder dat er sprake is van excessieve winsten bij de bouwondernemingen. De hoge prijzen van nieuwbouwwoningen zijn vermoedelijk een gevolg van de hoge prijzen die gemeenten voor bouwrijpe grond vragen en de bestaande woningen volgen die prijzen.

#### CPB
Een studie van het Centraal Planbureau (CPB) stelt dat de huursector 14 miljard aan subsidies krijgt, evenveel als de koopsector. Ronald Paping, directeur van de Nederlandse Woonbond stelt echter dat het CPB een onafhankelijk instituut is en met deze politieke boodschap zijn boekje ver te buiten gaat. De 14 miljard is ook helemaal geen subsidie aangezien dit bedrag afgeleid wordt van de veronderstelling dat verhuurders een marktconform rendement op hun woningbezit moeten hebben. Op basis van nauwelijks onderbouwde aannames zou dat 5,7% van de Wet waardering onroerende zaken (WOZ)-waarde moeten zijn. De WOZ-waarde is de afgelopen tien jaar verviervoudigd. De WOZ-waarde is ernstig verstoord door onder andere de opwaartse druk van de hypotheekrenteaftrek, deze komt enkel ten goede aan de koopsector en de koopsector zelf is daarmee dus reeds niet marktconform. De huursector niet laten meeprofiteren van de hypotheekrenteaftrek, maar daarentegen zelfs een (niet marktconforme) WOZ-waarde gerelateerde huurstijging op te dringen leidt tot het dubbel benadelen van huurders en zodoende rampzalige uitkomsten. Doordat de huren de afgelopen 5 jaren kunstmatig laag zijn gehouden met stijgingen vaak onder de inflatie, hebben de wooncorporaties nu onvoldoende middelen voor nieuwbouw en renovatie. Hierdoor is de Woonbond nu in voor een jaarlijkse verhoging van minimaal de inflatie plus 1%. Door onder andere de huren zo laag te houden is de sociale huurmarkt volledig vastgelopen. Scheefhuurders die elke maand honderden euro's aan indirecte subsidie ontvangen stromen niet door.
Het CPB heeft zich wel meer politiek uitgelaten onder andere middels een pleidooi voor beperking en afbouw van de hypotheekrenteaftrek. Van links tot rechts is geen enkele partij voor volledige afschaffing ineens, ook wil men om geen onbetrouwbare overheid te zijn bestaande gevallen ontzien. Mensen zijn vaak langlopende leningen aangegaan waar de hypotheekrenteaftrek een wezenlijk onderdeel van was. Het huurmarktonderzoek is marktconform gedaan met als uitkomst dat er jaarlijks 14,5 miljard subsidie naar de huursector gaat. Via deze weg krijgen de lage inkomens rechtstreeks jaarlijks ruim 2 miljard euro huurbijdrage. De omvang van de indirecte steun – via regulering van de tarieven – blijkt aanmerkelijk groter dan verwacht: meer dan 12 miljard euro. Scheefhuurders krijgen dus een impliciete subsidie van honderden euro’s per maand zonder dat zij enig risico lopen.

#### Aedes
Volgens de Vereniging van woningcorporaties Aedes woont 30% van alle huurders te goedkoop. Mensen die met een laag inkomen zijn gestart vertrekken niet snel zonder overheidsingrijpen, ze gaan soms zelfs onderverhuren. Iets wat vooral in Amsterdam veelvuldig voorkomt. Minister Donner heeft gesteund vanuit Brussel op dit vlak actie aangekondigd om scheefhuren tegen te gaan, dit heeft echter tot de nodige controverse geleid. De wachtlijsten zijn in veel steden lang tot zeer lang.

#### Huurcommissie
De Huurcommissie concludeert hierover dat de sociale huurmarkt volledig is vastgelopen door het gebrek aan marktconform huren, de werkelijke kostprijs. De wachttijd voor een sociale huurwoning loopt overal in het land verder op. De doorstroming is in veel grote en middelgrote steden gestokt, onder meer doordat tijdens de crisis minder bewoners van een huurwoning ervoor kiezen een huis te kopen. De huurmarkt is daardoor in veel steden volkomen vastgelopen. Volgens de Volkskrant is in Utrecht de wachttijd voor zo'n woning opgelopen tot 6,5 jaar. De wachttijd in Amsterdam is inmiddels meer dan zeven jaar. Nog nijpender is de situatie in Arnhem, waar meer dan 10 jaar moet worden gewacht op een sociale huurwoning.

#### TU Delft Onderzoeksinstituut OTB
De woningmarkthoogleraren Paul de Vries en Peter Boelhouwer van de TU Delft [onderzoeksinstituut OTB] zijn van mening dat de Nederlandse woningmarkt voldoende ruggengraat heeft om een dramatische terugval te voorkomen. Na 6 jaar mogen de omzetten op de Nederlandse huizenmarkt dan wel sterk gekrompen zijn, het gemiddelde prijspeil heeft niet meer dan een (gezonde) correctie doorgemaakt, een sterk teken gezien alle crisissen en de heftige prijserosie op andere woningmarkten.

#### Citibank
De Nederlandse econoom Willem Buiter, hoofd-econoom bij de Citibank, voorspelde in 2011 dat de hypotheekrenteaftrek binnen 4 jaar zou worden afgebouwd. Samen met de verhoging van de AOW leeftijd was dit volgens hem de enige manier om de noodzakelijke zware bezuinigingen door te kunnen voeren.

## Hypotheekrenteaftrek en de Nederlandse politiek
In de Nederlandse politiek geldt de hypotheekrenteaftrek als een gevoelig onderwerp. Lange tijd gold het zogenaamde H-woord zelfs als een politiek taboe voor sommige politieke partijen, zoals het CDA en de VVD. In de regeringsformaties van 2007 en 2010 werd het zelfs als breekpunt genoemd.

### Wet herziening fiscale behandeling eigen woning
De Wet herziening fiscale behandeling eigen woning bepaalt dat ingaande 2013 voor nieuwe hypotheken (de hypotheek van een starter en de extra hypotheek van wie verhuist naar een duurder huis) de betaalde rente alleen aftrekbaar is als het een lening betreft die gedurende de looptijd volledig en ten minste annuïtair wordt afgelost (structurele besparing 5,4 mld euro/jaar). Zie ook oude gevallen.
Om de risico’s van hoge hypotheekschulden verder te beperken, wordt de loan-to-value ratio geleidelijk beperkt tot 100%.

### Aftrektarieven
De hypotheekrenteaftrek wordt in aanmerking genomen tegen maximaal een tarief van in 2017 50%, dat elk jaar met 0,5 %-punt verlaagd wordt, zie Tariefsaanpassing aftrek kosten eigen woning. In het Belastingplan 2019 staat een voorstel om deze afbouw te verstellen naar 3 procentpunten per jaar. Dit zou betekenen dat het aftrektarief van 37,05% in 2023 is bereikt.
In de 2e en 3e schijf is het aftrekpercentage materieel verhoogd door de afbouw van de algemene heffingskorting: door de aftrek wordt het inkomen in box 1 lager en de algemene heffingskorting dus hoger. Hierdoor kan de rente voor 3%-punt extra worden afgetrokken.

## Vergelijkbare regelingen in andere landen

### België
In 2005 heeft België een nieuw systeem van hypotheekrenteaftrek ingevoerd: de Woonbonus. De Woonbonus is sinds 1 januari 2020 afgeschaft.

### Ierland
Ierland kent het systeem van Mortgage Interest Relief. Gedurende de eerste zeven jaar dat men een huis bezit betaalt de overheid 20 tot 25% van de rente terug. Het rentebedrag waarover de teruggave geldt is gemaximeerd op 10.000 euro voor een alleenstaande en 20.000 euro voor gehuwden. Als men een ander huis koopt gaat de termijn van zeven jaar opnieuw in. De Mortgage Interest Relief is per 1 januari 2021 afgeschaft.

### Verenigd Koninkrijk
De hypotheekrenteaftrek in het Verenigd Koninkrijk is vanaf 1979 uitgefaseerd. Als eerste werd het aftrekbare bedrag aan een maximum gebonden. Daarna werden de aftrektarieven verlaagd. Na vijfentwintig jaar is de hypotheekrenteaftrek uiteindelijk in 2000 helemaal afgeschaft. De afschaffing heeft niet tot grote problemen geleid.

### VS
In de Verenigde Staten is de hypotheekrente (over een hypotheekschuld van maximaal een miljoen dollar) voor verreweg de meeste eigenaars volledig aftrekbaar. Er bestaat geen politieke steun om de hypotheekrenteaftrekregeling te veranderen. De invloed van hypotheekrenteaftrek is in de VS overigens gering vanwege de veel lagere belastingtarieven. De eigenaars hebben er dus relatief minder baat bij en de overheid relatief minder nadeel.

### Zweden
In Zweden is de hypotheekrenteaftrek in 1991 beperkt tot een maximum van 30% van de betaalde hypotheekrente, waar voorheen een maximum van 90% van toepassing was. Het moment van afschaffing werd gevolgd door een periode van recessie in de Zweedse economie. Het is niet duidelijk of de wijziging in de hypotheekrenteaftrek hier de oorzaak van was. Wel wordt de mening gehoord dat zij een versterkend effect op de recessie heeft gehad, hoewel de grootte daarvan onbekend is.